# Aioli

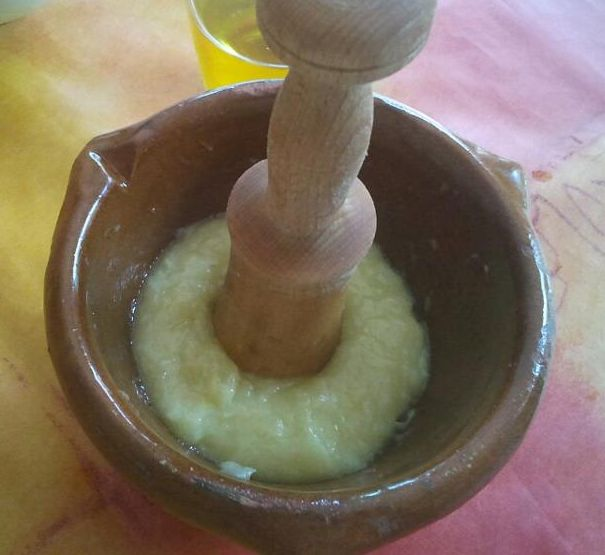
Katalansk aioli med vitlök och olivolja.

Aioli (provensalska: alhòli eller aiòli; katalanska: allioli; bokstavligen vitlök och olja, "all i oli") är en kall emulsionssås med huvudsakligen vitlök och olivolja. Aioli är populärt i  de nordvästra Medelhavsländerna, och framställs främst i provensalsk eller katalansk stil, men den förekommer även i många varianter på Balearerna, i Italien samt i Nordafrika.
Den katalanska varianten har sitt ursprung längs den spanska östkusten i Valencia och Katalonien, och görs traditionellt genom att vitlök krossas i en mortel och olivolja successivt tillsätts under noggrann omrörning för att bilda en emulsion.
Den provensalska kan i stället beskrivas som en vitlöksmajonnäs då även äggula ingår i såsen och det är vanligare att den vispas ihop.
Aioli smaksätts traditionellt med salt. Vidare kan också citronsaft eller vinäger och senap ingå.
Provensalsk och katalansk aioli används på liknande sätt och serveras i allmänhet till fisk, skaldjur och grönsaker, men kan också bredas ut på en bit bröd.

## Källhänvisningar
1. ↑  Motagne, Prosper (2001). Larousse Gastronomique. Clarkson Potter. sid. 6. ISBN 978-0609609712
2. ↑  Olver, Lynne. ”About Sauce: Aioli”. The Food Timeline. Lynne Olver. http://www.foodtimeline.org/foodsauces.html#aioli. Läst 7 juli 2012.
3. ↑  ”aioli - Uppslagsverk - NE.se”. www.ne.se. https://www.ne.se/uppslagsverk/encyklopedi/l%C3%A5ng/aioli. Läst 9 april 2022.